# Zuhal Atmar
Zuhal Atmar és una emprenedora afganesa, fundadora, propietària i presidenta de l'empresa Gul-Mursal, una empresa i fàbrica de reciclatge de residus de paper, que és el primer centre de reciclatge de paper de l'Afganistan, dirigit per dones, i ubicat a Kabul des de l'any 2016.
Atmar, que va créixer com a refugiada al Pakistan va tornar a l'Afganistan després de la caiguda dels talibans i d'haver acabat la universitat, on va formar-se en economia i negocis.
Primer va muntar una planta de gestió de residus, separant separant-en els residus útils de la brossa, però després va decidir centrar-se completament en el reciclatge. Va comprar maquinària xinesa per valor de 240.000 dòlars, una suma estalviada en part de les feines anteriors, però sobretot donada pel govern dels Estats Units a través del programa USAID.
En diverses ocasions, Atmar ha parlat de la dificultat que és per a les dones obtenir el suport financer que necessiten per establir i dirigir un negoci a l'Afganistan.